# Hutnik Kraków

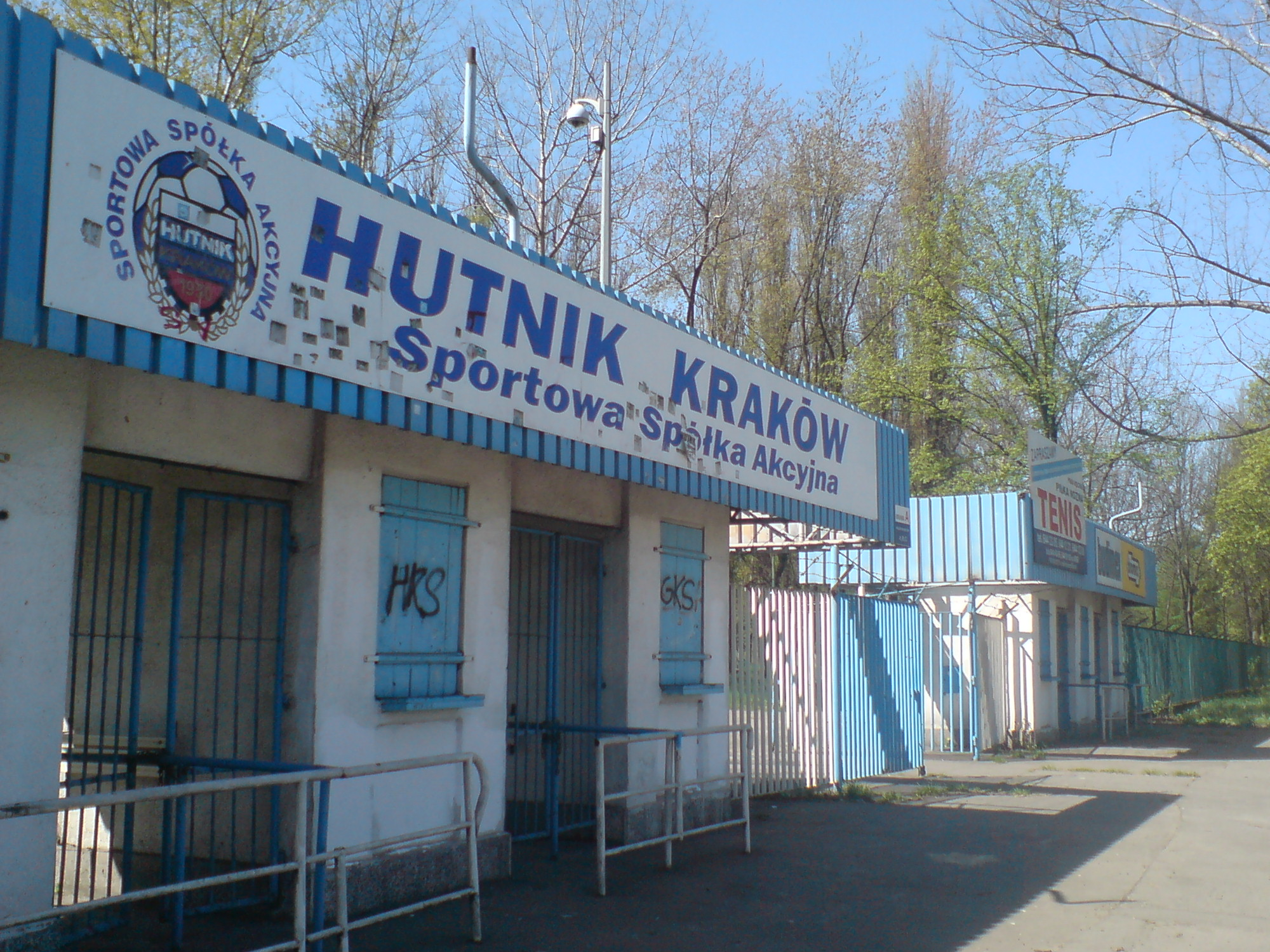
Stadion van Hutnik Kraków

Hutnik Kraków is een voetbalclub uit Krakau. De club speelt in de III liga.
De clubkleuren van Hutnik zijn wit-lichtblauw-donkerblauw.
De beste prestaties van Hutnik Kraków zijn een derde plaats in de Ekstraklasa in het seizoen 1995/96 en een halvefinaleplaats in de Poolse beker in het seizoen 1989/90.

## Hutnik in Europa
Uitslagen vanuit gezichtspunt Hutnik Kraków
| Seizoen | Competitie | Ronde | Land                  | Club             | Totaalscore | 1e W    | 2e W    | PUC |
| ------- | ---------- | ----- | --------------------- | ---------------- | ----------- | ------- | ------- | --- |
| 1996/97 | UEFA Cup   | 1Q    | Vlag van Azerbeidzjan | Khazri Buzovna   | 11-2        | 9-0 (T) | 2-2 (U) | 5.0 |
|         |            | 2Q    | Vlag van Tsjechië     | SK Sigma Olomouc | 3-2         | 0-1 (U) | 3-1 (T) | 5.0 |
|         |            | 1R    | Vlag van Frankrijk    | AS Monaco        | 1-4         | 0-1 (T) | 1-3 (U) | 5.0 |

Totaal aantal punten voor UEFA coëfficiënten: 5.0

## Bekende (oud-)spelers
- Krzysztof Bukalski
- Jan Karaś
- Marek Koźmiński
- Kazimierz Moskal
- Mirek Waligora
- Marcin Wasilewski